# Bezirksliga Oberschlesien 1939/40
De Bezirksliga Oberschlesien 1939/40 was het zevende voetbalkampioenschap van de Bezirksliga Oberschlesien, het tweede niveau onder de Gauliga Schlesien en een van de drie reeksen die de tweede klasse vormden. Door het uitbreken van de Tweede Wereldoorlog werd de competitie in twee reeksen opgesplitst, echter trokken een aantal clubs zich tijdens het seizoen terug uit de competitie. SV Schomberg werd kampioen en nam deel aan de eindronde om te promoveren. De club slaagde er als eerste club uit de Bezirksliga Oberschlesien niet in om te promoveren. 

## Bezirksliga

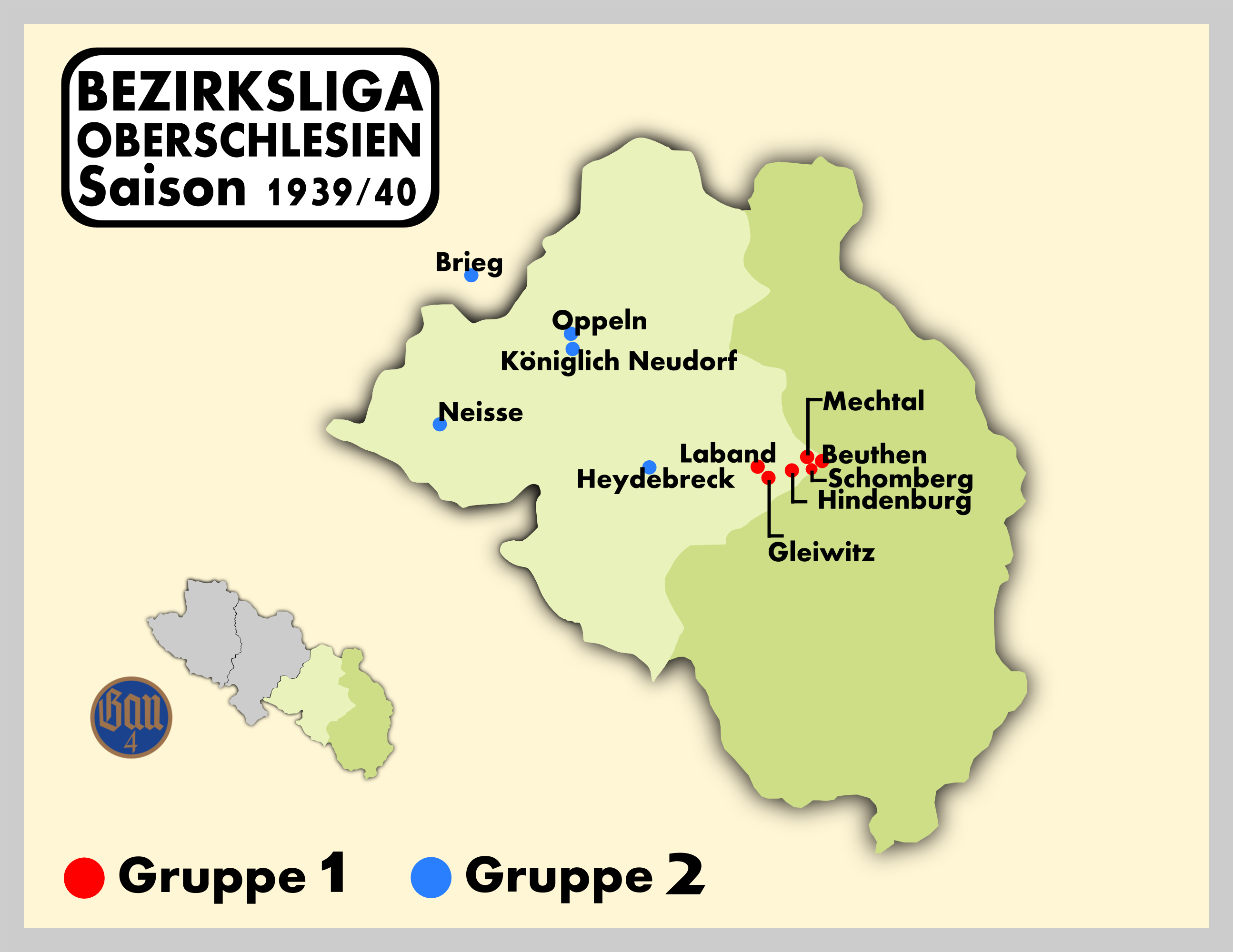
Speelsteden Bezirksliga Oberschlesien.

### Groep 1
| Plaats | Club                  | Wed.           | W              | G              | V              | Saldo          | Ptn.           |
| ------ | --------------------- | -------------- | -------------- | -------------- | -------------- | -------------- | -------------- |
| 1.     | SV Schomberg          | 6              | 3              | 2              | 1              | 18:15          | 08:04          |
| 2.     | SV Glückauf Beuthen   | 6              | 3              | 1              | 2              | 18:13          | 07:05          |
| 3.     | VfR 1919 Gleiwitz     | 6              | 2              | 1              | 3              | 17:27          | 05:07          |
| 4.     | RSG Beuthen           | 6              | 2              | 0              | 4              | 19:17          | 04:08          |
| 5.     | TuS Hindenburg 09     | Teruggetrokken | Teruggetrokken | Teruggetrokken | Teruggetrokken | Teruggetrokken | Teruggetrokken |
| 6.     | VfB 1910 Gleiwitz     | Teruggetrokken | Teruggetrokken | Teruggetrokken | Teruggetrokken | Teruggetrokken | Teruggetrokken |
| 7.     | SC Germania Oehringen | Teruggetrokken | Teruggetrokken | Teruggetrokken | Teruggetrokken | Teruggetrokken | Teruggetrokken |
| 8.     | VfL 1935 Laband       | Teruggetrokken | Teruggetrokken | Teruggetrokken | Teruggetrokken | Teruggetrokken | Teruggetrokken |
| 9.     | SuSV 1912 Mechtal     | Teruggetrokken | Teruggetrokken | Teruggetrokken | Teruggetrokken | Teruggetrokken | Teruggetrokken |
| 10.    | SV Borsigwerk         | Teruggetrokken | Teruggetrokken | Teruggetrokken | Teruggetrokken | Teruggetrokken | Teruggetrokken |

|  | Finale om de titel                                                                  |
|  | Trok zich tijdens seizoen terug uit de competitie, keerde volgend seizoen wel terug |
|  | Trok zich tijdens seizoen terug uit de competitie                                   |

### Groep 2
| Plaats | Club                                   | Wed.           | W              | G              | V              | Saldo          | Ptn.           |
| ------ | -------------------------------------- | -------------- | -------------- | -------------- | -------------- | -------------- | -------------- |
| 1.     | RSG Neisse (1)                         | 6              | 4              | 0              | 2              | 37:14          | 08:04          |
| 2.     | RSG Heydebreck                         | 4              | 2              | 0              | 2              | 13:14          | 04:04          |
| 3.     | Verein Oppelner Sportfreunde 1919      | 5              | 2              | 0              | 3              | 08:16          | 04:06          |
| 4.     | Vereinigte Sportfreunde Preußen Neisse | 3              | 1              | 0              | 2              | 07:21          | 02:04          |
| 5.     | SC Brega 09 Brieg                      | Teruggetrokken | Teruggetrokken | Teruggetrokken | Teruggetrokken | Teruggetrokken | Teruggetrokken |
| 6.     | SV 1912 Königlich Neudorf              | Teruggetrokken | Teruggetrokken | Teruggetrokken | Teruggetrokken | Teruggetrokken | Teruggetrokken |

(1): RTSV Schlesien Neisse wijzigde naam in RSG Neisse 
|  | Finale om de titel                                                                  |
|  | Trok zich tijdens seizoen terug uit de competitie, keerde volgend seizoen wel terug |
|  | Trok zich tijdens seizoen terug uit de competitie                                   |

## Finale
Heen
|              |              |       |            |           |
| 30 juni 1940 | SV Schomberg | 4 – 0 | RSG Neisse | Schomberg |
| 30 juni 1940 |              |       |            | Schomberg |

Terug
|             |            |       |              |        |
| 7 juli 1940 | RSG Neisse | 1 – 4 | SV Schomberg | Neisse |
| 7 juli 1940 |            |       |              | Neisse |